# Sophie de Hanovre
Titre
Héritière présomptive du trône
 de Grande-Bretagne
8 mars 1702 – 8 juin 1714
(12 ans et 3 mois)
Sophie de Palatinat (en allemand : Prinzessin Sophie von der Pfalz), (14 octobre 1630 à La Haye - 8 juin 1714 à Herrenhausen), est un membre de la maison de Wittelsbach, devenue par mariage duchesse-consort de Brunswick-Lunebourg puis à partir de 1679 duchesse-électrice consort de Hanovre (en allemand : Kurfürstin Sophie von Hanover), ce qui fait d'elle un ancêtre des Wittelsbach rois de Prusse et un ancêtre à la fois des Hanovre et des Windsor, rois et reines de Grande-Bretagne.
Elle est aussi célèbre pour son amitié et son abondante correspondance avec le philosophe des Lumieres, Gottfried Wilhelm Leibniz (1646-1716).
Cinquième fille du grand-électeur Frédéric V du Palatinat issu de la maison de Wittelsbach, qui fut pendant quelques mois roi de Bohême et d'Élisabeth Stuart, elle est l'ancêtre du roi Charles III du Royaume-Uni ainsi que de la maison de Hohenzollern qui régna sur le royaume de Prusse puis l'Empire allemand. Elle était en outre la tante de la duchesse d'Orléans Élisabeth-Charlotte, belle-sœur du roi Louis XIV de France de qui descend la maison de Habsbourg-Lorraine, la maison d'Orléans-Bragance et la maison d'Orléans, ainsi que les Maisons royales de Belgique, de Bulgarie et de Wurtemberg.

## Biographie

### Mariage et descendance
Elle épouse en 1658 Ernest-Auguste de Hanovre, alors évêque luthérien d'Osnabrück, avec qui elle a sept enfants :
- Georges-Louis, électeur de Hanovre à partir de 1698 et roi Georges Ier de Grande-Bretagne à partir de 1714 ;
- Frédéric (1661 - tué en 1691) ;
- Maximilien-Guillaume de Hanovre (1666-1726) ;
- Sophie-Charlotte de Hanovre (1668-1705) épouse en 1684 Frédéric Ier roi en Prusse ;
- Charles né en 1669, tué en 1690 ;
- Christian né en 1671, se noie en 1703 ;
- Ernest-Auguste de Hanovre (1674-1728) duc d'York et duc d'Albany, prince-évêque d'Osnabrück.

### Vie politique
De 1654 à 1660, elle héberge sa nièce Élisabeth-Charlotte de Bavière, fille de son frère Charles, Électeur palatin, qui vient de se séparer de son épouse pour contracter une union morganatique. Une profonde affection lie les deux princesses, tante et nièce, qui communient dans le même amour de la liberté et de la culture (appréciant notamment les écrivains Français Montaigne et Rabelais) et échangent pendant leur vie une abondante correspondance.
En 1660, peu après la naissance de son cousin Georges, Liselotte, âgée de  8 ans, rejoint son père à la cour de Heidelberg. Elle est mariée en 1671 à Monsieur, duc d'Orléans, frère unique du roi Louis XIV.
En 1678, la duchesse de Brunswick-Lunebourg est reçue à la cour de Versailles, où elle rend visite à sa nièce, la belle-sœur du plus puissant monarque de l'époque.
Question de protocole, Madame aurait voulu que le roi permette à sa tante de s'asseoir sur un fauteuil, puisqu'elle est l'épouse d'un souverain. Le roi, considérant simplement la duchesse comme l'épouse d'un de ces nombreux souverains du Saint-Empire Romain Germanique et qui ne fait même pas partie du collège électoral, soucieux de montrer sa supériorité et de ne pas froisser les membres des Maisons souveraines vivant à la cour, n'accorde qu'une chaise à dos ce qui provoque les moqueries des courtisans, mortifie sa belle-sœur, inaugure la disgrâce de celle-ci[réf. nécessaire]. Sophie, dotée d'un caractère plus politique que sa nièce, fait bon visage à tous, est gâtée par son neveu par alliance : elle ne croit jamais tout à fait sa nièce quand celle-ci se plaint plus tard de son mari et des intrigues de sa cour.
La duchesse d'Orléans imagine quelque temps plus tard de marier la fille de sa tante, Sophie-Charlotte de Hanovre, dont elle est la marraine, au dauphin. Mais le parti n'est pas assez avantageux pour le roi de France : la jeune princesse n'est pas catholique, n'a que onze ans et son père n'est qu'un de ces centaines de princes allemands sans réelle puissance politique. Elle épouse en 1685 l'électeur de Brandebourg, futur Frédéric Ier de Prusse et devient en 1701 la première reine en Prusse. Souveraine populaire et cultivée, proche de Leibniz et de Descartes, elle meurt prématurément en 1705.
La leçon est retenue au palais d'Herrenhausen et la fortune des Brunswick-Lunebourg est en marche : en 1692, le mari de Sophie de Bohême est élevé à la dignité d'électeur du Saint-Empire romain germanique par l'empereur Léopold et prend le nom de sa capitale, Hanovre. Il meurt six ans plus tard. Son fils Georges lui succède.

### Héritière du trône britannique
En 1701, la loi de succession au trône britannique étant modifiée au profit des seuls descendants protestants des rois d'Angleterre et d'Écosse, Sophie, âgée de 71 ans, devient l'héritière du trône des Stuarts en tant que plus proche parente de confession protestante de la reine Anne. Les cinquante-sept princes et princesses catholiques lésés ne reconnaissent pas ces lois, et de nos jours le prétendant jacobite au trône britannique est le duc de Bavière.
Cependant, Sophie ne ceint pas la couronne, elle meurt le 8 juin 1714, âgée de quatre-vingt-quatre ans, au cours d'une promenade dans ses jardins, deux mois seulement avant la souveraine britannique qui n'en avait que quarante-neuf. C'est son fils Georges-Louis qui monte sur le trône britannique. La dynastie des Hanovre s'y maintient jusqu'à la mort de la reine Victoria en 1901, dont l'époux, le prince consort Albert, est un Saxe-Cobourg-Gotha. Nonobstant, le Hanovre, devenu royaume au congrès de Vienne, est régi par la loi salique. C'est donc l'oncle de Victoria, Ernest-Auguste, qui hérite du trône hanovrien quand Victoria devient reine du Royaume-Uni.
Sophie de Hanovre laisse des Mémoires et lettres de voyage (en français) édités par Dirk Van der Cruysse en 1990.